# Impasse Guéménée
L'impasse Guéménée est une voie située dans le quartier de l'Arsenal du 4e arrondissement de Paris.

## Situation et accès
L'impasse Guémenée est desservie à proximité par les lignes 1, 5 et 8 à la station Bastille.

## Origine du nom
Elle doit son nom actuel à la famille bretonne des Rohan-Guémené qui occupa l'hôtel de Lavardin devenu hôtel de Rohan-Guémené, jouxtant la voie, aux XVIIe et XVIIIe siècles.

## Historique
Historiquement cette ancienne voie était une issue de l'hôtel des Tournelles et portait au XVIe siècle  à l'époque ou le marché aux chevaux était installé à l'emplacement du palais des Tournelles, le nom de « cul-de-sac du Ha ! Ha ! » , puis au commencement du XVIIe siècle celui de « cul de sac Royal Saint-Antoine ».
Cette voie est présente sur les plans de Paris en 1760 et 1771 sous le nom de « cul de sac Guimené ».

## Bâtiments remarquables et lieux de mémoire
- Au no 4 se trouvait l'ancien couvent des Filles-de-la-Croix qui fut créé par Marie Lhuillier dans une partie de l'hôtel des Tournelles en 1643. Le couvent est confisqué à la Révolution française et vendu comme bien national en 1790[1].
- La voie est connue d'une génération de militants d'extrême gauche trotskyste pour avoir abrité, au no 10, dans les années 1970, le local parisien et le siège[2] de la Ligue communiste devenue par la suite la Ligue communiste révolutionnaire.
- La cour du no 11 permet d'accéder au 4, place des Vosges. Chaque portail était ouvert la journée jusque vers 1970. Pour certains, c'était un raccourci.
- L'hôtel de Rohan-Guémené.
- Accès à la cour Bérard.